# Coparticipación federal de impuestos
La coparticipación federal de impuestos es un sistema de recaudación de impuestos y distribución de la recaudación entre el Estado nacional argentino, las provincias y la Ciudad Autónoma de Buenos Aires, que adquirió rango constitucional en 1994, aunque desde entonces no ha sido posible consensuar la ley que ordena la Constitución.
En la actualidad se debate sobre la coparticipación federal mientras el Estado nacional afronta la judicialización de 16 provincias por reclamos por sus recursos en el marco de las leyes vigentes. El ajuste fiscal del presidente Javier Milei en la Coparticipación Federal de Impuestos representó más del 90% de la pérdida de recursos en términos reales. Según la consultora Politikon Chaco, al mes de agosto, la suma de la pérdida de las provincias superó los 4 billones de pesos.

## Historia

### Origen del sistema
Desde la Constitución Nacional de 1853, la Argentina adopta el federalismo, lo que implica la existencia de tres niveles de autoridad: nacional, provincial y municipal. La Constitución faculta simultáneamente a la Nación y a las provincias a recaudar impuestos indirectos. En la práctica esto acarrea una doble imposición, ya que tanto la Nación como las provincias pueden gravar la misma actividad.
La grave crisis económica mundial de 1929 produjo una retracción general de los flujos comerciales internacionales. En Argentina, cuyo régimen tributario estaba centrado en los impuestos al comercio exterior, el erario público nacional empezó a quedarse sin recursos. En esa situación, se unificaron todos los impuestos internos y se estableció un sistema de distribución. 
En 1935 se implementó el primer sistema de coparticipación de impuestos. En ese momento, la distribución primaria establecía que la Nación se quedaba con 82,5% de los recursos y las provincias con el 17,5%. La distribución secundaria, que definía el reparto entre las provincias se realizaba de acuerdo a la población, un 30% de acuerdo al gasto, un 30% de acuerdo a los recursos totales de la provincia (antes de la implementación del sistema), y un 10% por partes iguales entre todas las provincias.

### Período 1940-1980
A partir de entonces, la parte que les correspondía a las provincias en la distribución primaria fue aumentando progresivamente. En 1946 pasó a corresponderles un 21%, y ya en 1951 el 48,8% de lo recaudado se destinaba a Nación, mientras que el 51,2% restante quedaba en manos de las provincias. En 1954, la Nación contaba con el 68,8%, porcentaje que se vio reducido por la nueva ley de coparticipación, al 54% en 1958. 
En 1963, luego de otra reforma, se fijó el 58% para Nación y el 36% para provincias, quedando el 6% restante para Capital Federal. El porcentaje otorgado a los gobiernos provinciales siguió incrementándose hasta 1966, año en que llegó al 46%.
Como consecuencia de los distintos recortes efectuados por la dictadura de Juan Carlos Onganía, la cifra descendió hasta 39,2% en 1968. En 1970, debido a la difícil situación financiera el gobierno nacional implementó una ayuda extra para los estados provinciales. Surgieron así los Adelantos del Tesoro Nacional (ATN), que consisten en una bolsa que gestiona el Ministerio del Interior para destinar recursos discrecionalmente ante situaciones imprevistas.
En 1973 se planteó la necesidad de ofrecer un tratamiento diferencial para cada provincia, especialmente para aquellas con menos recursos. La Ley N.º 20.221 definía en la distribución primaria un 50% para la Nación y un 50% para las provincias; la distribución secundaria se establecía de acuerdo a tres criterios: un 65% de acuerdo a la población, un 25% de acuerdo a la brecha en el desarrollo de las provincias, y un 10% de acuerdo a la dispersión poblacional. El segundo criterio tendía a compensar a las provincias más atrasadas, cuya medida se calculaba de acuerdo a un índice que incorporaba la calidad de la vivienda, la educación y la cantidad de automóviles por habitante. El tercer criterio garantizaba mayores transferencias cuanto mayor fuese la dispersión poblacional, fundamentándose en el mayor costo de los servicios prestados por la administración provincial.

### Décadas de 1980 y 1990
En 1985, durante la presidencia de Raúl Alfonsín, se realiza por última vez el cálculo de la coparticipación basándose en tres criterios: la población total de cada provincia, la densidad de población y la brecha de desarrollo. Esto se ve plasmado en la Ley N.º 23.548, de 1988, que define el sistema de coparticipación que rige en la actualidad, estableció una distribución primaria del 42,34% para la Nación y del 54,36% para las provincias, apartando un 2% para la recuperación del nivel relativo de desarrollo de las provincias más atrasadas, y 1% al fondo de Adelantos del Tesoro Nacional (ATN). 
Bajo la presidencia de Carlos Menem, hubo pactos que tuvieron cierta influencia en la asignación de recursos. En 1992 se establecieron fondos pre-coparticipables, que permiten a la Nación quedarse con un 15% de la masa de recursos antes de la distribución primaria, para asignarlos discrecionalmente. Paralelamente, a las provincias se les garantizó un piso mínimo de recursos de la coparticipación, independiente de la recaudación. En 1993, el Pacto Federal para el Empleo, la Producción y el Crecimiento elevó el piso mínimo y dispuso que el excedente de recursos tuviese una proporción destinada a la cancelación de deudas y el financiamiento de la reforma del Estado.

#### Reforma constitucional de 1994
La Constitución Nacional de 1994 exigió que el Congreso de la Nación Argentina dicte en un período no mayor a un año una nueva ley de Coparticipación Federal de Impuestos, sin que se hayan logrado los consensos necesarios para formular un acuerdo.
El artículo 75, inc.2, de la Constitución establece las atribuciones del Congreso de la Nación Argentina entre las que se encuentra la de imponer contribuciones indirectas como facultad concurrente con las provincias, por un lado, y por otro, la de imponer contribuciones directas, por tiempo determinado, proporcionalmente iguales en todo el territorio de la Nación, siempre que la defensa, seguridad común y bien general del Estado lo exijan, estableciendo que ambas son coparticipables, con excepción de la parte o el total de las que tengan asignación específica.
En cuanto a las pautas de distribución, la Constitución establece que deberán adoptarse criterios objetivos de reparto que expresen una relación directa entre las competencias, servicios y funciones a cargo del Gobierno Federal, los Gobiernos de Provincias y la Ciudad Autónoma de Buenos Aires, y los recursos a percibir, debiendo además propender a una distribución igualitaria y solidaria tendiente a lograr un grado equivalente de desarrollo, de calidad de vida y de igualdad de oportunidades en toda la Nación.
En lo que hace al procedimiento parlamentario en sí, el mismo inciso constitucional establece que la ley convenio tendrá como Cámara de origen el Senado y deberá ser sancionada con la mayoría absoluta de la totalidad de los miembros de cada Cámara, no pudiendo ser modificada unilateralmente, ni reglamentada, debiendo ser aprobada por las provincias. El Senado de la Nación Argentina cuenta entre sus comisiones permanentes con la de Coparticipación Federal, mientras que en la Cámara de Diputados —siempre como revisora—, la comisión competente es la de Presupuesto y Hacienda. También se impone en el inc. 3 del artículo 75 de la Constitución una mayoría especial distintiva para las leyes que establezcan y/o modifiquen asignaciones específicas de recursos coparticipables, debiendo ser aprobadas por la mayoría absoluta de la totalidad de los miembros de cada Cámara.
Por otra parte también se establece que los fondos deben ser girados por la Nación en forma automática. Al respecto, en la página web del Ministerio de Economía de la Nación, puede constatarse tal remisión diariamente discriminado por día, mes, año e impuesto.
La Constitución de 1994 establecía, en la cláusula transitoria sexta, que el régimen de coparticipación y la reglamentación del organismo fiscal federal, serán establecidos antes de la finalización del año 1996; afirmando que la distribución de competencias, servicios y funciones vigentes a la sanción de la reforma del régimen no podrá modificarse sin la aprobación de la provincia interesada; como tampoco podrá modificarse, en desmedro de las provincias, la distribución de recursos vigente. No obstante, hasta la fecha no se ha cumplido con la sanción de una ley de coparticipación y rigen en su lugar un conjunto de normas y pactos con distintos criterios de reparto.

### Compensación por la pérdida de un punto de coparticipación de La Rioja[11]
En 1988, la sanción de la ley 23.548, que estableció el Régimen Transitorio de Distribución de Recursos Fiscales entre la Nación y las provincias, marcó un hito en el sistema de coparticipación federal en Argentina. Sin embargo, durante las negociaciones previas a su sanción, la provincia de La Rioja sufrió una reducción de un punto en su participación, lo que representó una merma significativa en sus ingresos, llegando a perder casi el 50% de los mismos. Ante esta situación, La Rioja promovió un reclamo que derivó en la creación del Fondo de Aportes del Tesoro Nacional (ATN), con el fin de compensar sus urgencias financieras. Como resultado, el Estado Nacional se comprometió, a través de un Acta Acuerdo, a otorgar a La Rioja una compensación inicial de 90 millones de australes anuales.
Esta compensación se mantuvo a lo largo de las sucesivas leyes de presupuesto, actualizándose conforme a las necesidades financieras de la provincia. A partir de 2018, la asignación específica compensatoria que debía recibir la Provincia de la Rioja, a través del mecanismo instaurado en 1988, se concretó en cada ley de presupuesto. No obstante, lo previsto en la ley de presupuesto 2023 fue incumplido por el Estado Nacional ya que el nuevo gobierno no ejecutó el saldo pendiente, sumado a que en 2023, el Congreso Nacional durante el período de sesiones ordinarias no sancionó la respectiva ley de presupuesto general de la administración nacional para el Ejercicio 2024 lo que profundizó el desfinanciamiento de la provincia.
Este tratamiento desigual hacia La Rioja fue objeto de debate tanto en el Congreso como en la Convención Constituyente de 1994, donde se discutió la necesidad de una distribución más equitativa de los recursos, especialmente para provincias como La Rioja, que históricamente han sido desfavorecidas en la coparticipación federal.

### Porcentaje de la CABA
El Decreto n.º 705/2003 dispuso que la Ciudad Autónoma de Buenos Aires recibiera un 1,4% de los fondos coparticipables, cediéndolos de la parte que le correspondía a la Nación.
Al inicio del gobierno de Mauricio Macri, el 18 de enero de 2016 dictó el Decreto n.º 194/2016, elevando 2,35 puntos porcentuales el porcentaje de coparticipación correspondiente a la Ciudad Autónoma de Buenos Aires (CABA) que pasó de 1,4 al 3,75%, incremento que constituyó un aumento del 160% de la porción establecida en 2003. El monto fue deducido de la parte de la coparticipación que corresponde a la Nación.
El 28 de marzo de 2018, el presidente Macri dictó el Decreto n.º 257/2018, reduciendo en 0,25 puntos porcentuales el porcentaje correspondiente a la CABA, que quedó en 3,50%. El 9 de septiembre de 2020, el presidente Alberto Fernández sancionó el Decreto n.º 735/2020, derogando los dos decretos anteriores, asignando a la CABA un porcentaje del 2,32% hasta que el Congreso Nacional apruebe la transferencia de servicios no federales a cargo de la Nación y estableciendo que, una vez sancionada dicha ley, el porcentaje volverá al monto original de 1,4%. La Corte Suprema de Justicia de la Nación dictaminó que el decreto de Alberto Fernández es inconstitucional y por ende, el gobierno nacional debe restituir a CABA el monto original. El Decreto n.º 735/2020 creó también el Fondo de Fortalecimiento Fiscal de la Provincia de Buenos Aires formado con los fondos recuperados por la Nación.

### Coparticipación de las retenciones
En 2009 se dispone la creación de un Fondo Federal Solidario mediante el cual se coparticipa el 30% de los ingresos generados por las retenciones a las exportaciones de soja.

## Distribución primaria
La distribución primaria de los tributos coparticipados, al no existir la ley convenio, debe necesariamente detallarse según las disposiciones de cada una de las normas que intervienen en el sistema. En ese marco, la Ley N.º 25.570, establece que la distribución primaria de recursos, a partir del 01-03-2002, se hará de acuerdo con el siguiente esquema:
1. Por la ley n.º 23.548 de Coparticipación Federal de Impuestos la distribución primaria será de: 42,34 % al Tesoro Nacional, 56,66 % a las Provincias y 1 % al Ministerio del Interior (Fondo de Aportes del Tesoro Nacional a las provincias – ATN).
2. No obstante, de la masa de impuestos coparticipables, el Estado Nacional retiene por Leyes N.º 24.130 y 26.078: el 15 % para atender el pago de las obligaciones previsionales nacionales y otros gastos operativos. La suma de $ 45,8 millones mensuales, para ser distribuida entre los estados provinciales.
3. Además, existe en algunos impuestos un mecanismo de distribución previo a lo señalado anteriormente, que se detalla en cada uno de ellos:

| Impuesto                                                                              | Ley                                                                                     | Escalas                                                            | Coparticipación |
| ------------------------------------------------------------------------------------- | --------------------------------------------------------------------------------------- | ------------------------------------------------------------------ | --- |
| Impuesto a las Ganancias                                                              | Ley 20.628 (t. o. en 1997) y Ley n.º 26.078                                             | En primer término se efectúa una detracción anual de $ 580.000.000 | - $ 120.000.000 anuales para la ANSES - $ 20.000.000 anuales para refuerzo del Fondo de Aportes del Tesoro Nacional a las Provincias (ATN) - $ 440.000.000 anuales a las provincias conjunto de las provincias, para distribuir entre ellas según las proporciones establecidas en la Ley N.º 23.548. |
| Impuesto a las Ganancias                                                              | Ley 20.628 (t. o. en 1997) y Ley n.º 26.078                                             | El producido del impuesto, luego de la detracción                  | - 20 % a la ANSES - 2 % al Ministerio del Interior (Fondo de Aportes del Tesoro Nacional a las Provincias–ATN) - 10 %, hasta un monto de $ 650 millones anuales, a la provincia de Buenos Aires. El excedente de dicho monto se distribuye entre el resto de las provincias. - 4 % a las provincias, excepto la de Buenos Aires. - 64 % a coparticipación entre la Nación y las provincias. Esta última distribución (establecida en el artículo 104 de la Ley de Impuesto a las Ganancias) está pronta a ser derogada, luego del Consenso Fiscal que firmaron Nación y las provincias en noviembre de 2017.                             |
| Impuesto al Valor Agregado                                                            | Ley n.º 23.966, art. 5.º pto 2 y Ley n.º 26.078                                         |                                                                    | - 89 % a la coparticipación entre la Nación y las provincias - 11 % al Régimen Nacional de Previsión Social, que a su vez se distribuye: - 6,27 %: provincias y la Ciudad Autónoma de Buenos Aires - 93,73 %: ANSES |
| Impuesto sobre los Bienes Personales                                                  | Ley n.º 23.966, Tít.VI, art. 30, y Ley n.º 26.078                                       | En primer término se efectúa una detracción de $ 250.000           | - 100% al INCUCAI para el financiamiento del Registro Nacional de Donantes de Células Progenitoras Hematopoyéticas. |
| Impuesto sobre los Bienes Personales                                                  | Ley n.º 23.966, Tít.VI, art. 30, y Ley n.º 26.078                                       | El resto                                                           | - 93,73 % según la Ley de Coparticipación Federal, pero sin formar parte de los recursos coparticipables, por lo que no sufren las detracciones del 15 % con destino a la Seguridad Social y de la parte proporcional de los 45,8 millones de pesos mensuales que se distribuye entre las provincias. 6,27 % entre las provincias y la Ciudad Autónoma de Buenos Aires. |
| Monotributo                                                                           | Leyes N.º 24.977 y 26.078                                                               | Su componente impositivo                                           | - 70 % a la ANSES - 30 % a las provincias, de acuerdo con la distribución secundaria prevista en la Ley de Coparticipación Federal |
| Monotributo                                                                           | Leyes N.º 24.977 y 26.078                                                               | Su componente previsional                                          | - 100% a ANSES |
| Impuesto a los Débitos y Créditos Bancarios                                           | Ley n.º 25.413 y modificaciones                                                         |                                                                    | - 70 % se destina al Tesoro Nacional y lo administra el Poder Ejecutivo Nacional con destino a la atención de los gastos que ocasione la Emergencia Pública declarada por Ley N.º 25.561. - 30 % se coparticipa según ley de Coparticipación Federal |
| Derechos de Importación y Exportación                                                 | Código Aduanero - Decreto N.º 2275/94 - Res. M.E. N.º 11/02 y sus modific.              |                                                                    | - 100 % se destina al Tesoro Nacional |
| Impuestos Internos                                                                    | Ley N.º 24.674, Ley n.º 23.905, Ley n.º 20.630 y sus modificaciones, Decreto n.º 668/74 |                                                                    | - 80,645 % a coparticipación entre la Nación y las provincias. - 16,130 % al Fondo Especial para Bibliotecas Populares del Ministerio de Educación de la Nación - 3,225 % al Instituto Nacional del Teatro |
| Impuestos Internos - Seguros                                                          |                                                                                         |                                                                    | - 100% al Tesoro Nacional |
| Impuesto sobre el Capital de las Cooperativas                                         | Leyes Nros. 23.427, 23.658 23.760, 25.239 y 25.791                                      |                                                                    | - 56,66 % a las provincias - 42,34 % que corresponde a la Nación se destina al Fondo para la Educación y Promoción Cooperativa - 1 %: al Fondo para Educación y Promoción Cooperativa - 1 %: según la Ley de Coparticipación Federal de Impuestos, entre Nación y Provincias |
| Tasa de Estadística                                                                   | Ley n.º 23.664, Art. 1.º modificada por Ley n.º 23.697, Art. 35                         |                                                                    | - 100 % se destina al Tesoro Nacional |
| Impuesto sobre los Combustibles Líquidos y Gas Natural                                | Ley n.º 23.966, Título III, Cap. IV - Ley n.º 24699, art. 2° y Ley n.º 26.078           |                                                                    | - 21 % a la ANSES - El 79 % restante: - 29 % al Tesoro Nacional - 29 % a las provincias - 42 % al Fondo Nacional de la Vivienda. |
| Impuestos a la Energía Eléctrica                                                      | Ley n.º 23.681                                                                          |                                                                    | - 100% al Fondo de la Empresa Servicios Públicos Sociedad del Estado de la Provincia de Santa Cruz, cuya finalidad única y exclusiva es la atención de la obra de interconexión de la Provincia de Santa Cruz con el Sistema Argentino de Interconexión (S.A.D.I.). |
| Impuestos a la Energía Eléctrica                                                      | Ley n.º 24.065 Art. 70 y Ley n.º 26.078                                                 |                                                                    | - El 79,44 % al Fondo Subsidiario para compensaciones regionales de tarifas a usuarios finales y al Fondo para el Desarrollo Eléctrico del Interior. - El 19,86 % al Fondo Fiduciario para el Transporte Eléctrico Federal. - El 0,70 % a remunerar a la energía generada por sistemas eólicos que se vuelquen a los mercados mayoristas y/o se destinen a la prestación de servicios. |
| Impuesto sobre los Videogramas Grabados                                               | Ley N.º 17.741, modificada por Ley N.º 24.377                                           |                                                                    | - 100% al Fondo de Fomento Cinematográfico |
| Impuesto a las Entradas de Espectáculos Cinematográficos                              | Ley N.º 17.741, modificada por Ley N.º 24.377                                           |                                                                    | - 100% al Fondo de Fomento Cinematográfico |
| Fondo Especial del Tabaco                                                             | Ley N.º 19.800 y sus modificaciones                                                     |                                                                    | - Los importes recaudados se destinan a reintegrar parte de los impuestos que genera la actividad a los productores tabacaleros, la obra social de los trabajadores y a otros destinos afines. |
| Impuesto a los Pasajes Aéreos                                                         | Ley N.º 19.574                                                                          |                                                                    | - El 100% producido del impuesto sobre la venta o emisión de pasajes al exterior se destina a la Secretaría de Turismo |
| Adicional de Emergencia sobre Cigarrillos                                             | Leyes N.º 24.625, 26.073 y 26.180                                                       |                                                                    | - 100% a la ANSES |
| Impuesto sobre el Gas Oil y el Gas Licuado para uso Automotor                         | Ley N.º 26.028 y Decretos N.º 564/05 y 118/06                                           |                                                                    | - 100 % es afectado al Fideicomiso para el Sistema de Infraestructura de Transporte (SIT) (creado por Decreto N.º 1377/01) para el desarrollo de los proyectos de infraestructura vial y/o para la eliminación o reducción de los peajes existentes, para hacer efectivas las compensaciones tarifarias a las empresas de servicios públicos de transportes de pasajeros por automotor, para la asignación de fondos destinados a la mejora y profesionalización de servicios de transporte de carga por automotor y para los subsidios e inversiones para el sistema ferroviario de pasajeros o de carga.                               |
| Recargo sobre el Gas Natural y el Gas Licuado de Petróleo                             | Ley n.º 25.565, art. 75                                                                 |                                                                    | - 100% para financiar: 1. las compensaciones tarifarias para la región Patagónica, Departamento Malargüe de la provincia de Mendoza y de la región conocida como "Puna", que las distribuidoras o subdistribuidoras zonales de gas natural y gas licuado de petróleo de uso domiciliario, deberán percibir por la aplicación de tarifas diferenciales a los consumos residenciales 2. la venta de cilindros, garrafas, o gas licuado de petróleo, gas propano comercializado a granel y otros, en las provincias ubicadas en la Región Patagónica, Departamento Malargüe de la provincia de Mendoza y de la Región conocida como "Puna". |
| Impuesto sobre la transferencia o importación de naftas y gas natural destinado a GNC | Ley n.º 26.181                                                                          |                                                                    | - 100% al desarrollo de proyectos, obras, mantenimiento y servicios de infraestructura hídrica, de recuperación de tierras productivas, de control y mitigación de inundaciones y de protección de infraestructura vial y ferroviaria. |

## Distribución secundaria
La distribución secundaria de la Coparticipación Federal se constituye con los porcentajes de reparto que le son asignados a cada provincia, una vez determinada la masa coparticipable correspondiente al conjunto de estas.
En el siguiente cuadro puede sintetizarse el porcentaje correspondiente a cada jurisdicción de acuerdo a la Ley 23.548 de Coparticipación Federal de Impuestos, sus modificatorias y complementarias.
| Provincia                                                          | % Ley 23.548 y modif. |
| ------------------------------------------------------------------ | --------------------- |
| Ciudad Autónoma de Buenos Aires                                    | 1.9                   |
| Provincia de Buenos Aires                                          | 21.3                  |
| Provincia de Catamarca                                             | 2.6                   |
| Provincia de Córdoba                                               | 8.4                   |
| Provincia de Corrientes                                            | 3.6                   |
| Provincia del Chaco                                                | 4.7                   |
| Provincia del Chubut                                               | 1.8                   |
| Provincia de Entre Ríos                                            | 4.7                   |
| Provincia de Formosa                                               | 3.4                   |
| Provincia de Jujuy                                                 | 2.8                   |
| Provincia de La Pampa                                              | 1.9                   |
| Provincia de La Rioja                                              | 2.0                   |
| Provincia de Mendoza                                               | 4.1                   |
| Provincia de Misiones                                              | 3.3                   |
| Provincia del Neuquén                                              | 1.8                   |
| Provincia de Río Negro                                             | 2.5                   |
| Provincia de Salta                                                 | 3.8                   |
| Provincia de San Juan                                              | 3.2                   |
| Provincia de San Luis                                              | 2.2                   |
| Provincia de Santa Cruz                                            | 1.7                   |
| Provincia de Santa Fe                                              | 8.7                   |
| Provincia de Santiago del Estero                                   | 3.9                   |
| Provincia de Tucumán                                               | 4.6                   |
| Provincia de Tierra del Fuego, Antártida e Islas del Atlántico Sur | 1.3                   |
| TOTAL                                                              | 100.0                 |